# Institut für Schadenverhütung und Schadenforschung
Das Institut für Schadenverhütung und Schadenforschung der öffentlichen Versicherer e.V. (IFS) ist eine zentrale Einrichtung der öffentlichen Versicherer auf dem Gebiet der Schadenverhütung in Deutschland.
Das Institut wurde 1976 in Kiel gegründet und arbeitet in der Rechtsform eines Vereins. Mitglieder dieses Vereins sind alle öffentlichen Schadenversicherer. Der Zweck des Institutes besteht in folgenden Aufgaben:
1. Das Institut fördert in allen Sparten der Schadenversicherung die Schadenverhütung und betreibt dazu Schadenursachenforschung. Der Forschungsschwerpunkt liegt auf brandschutz-, elektro-, umwelttechnischem, chemischem und physikalischem Gebiet. Das Institut sammelt wissenschaftliche Ergebnisse und praktische Erfahrungen durch eigene Untersuchungen, wertet die Erfahrungen seiner Mitglieder aus und informiert seine Mitglieder über die gewonnenen Ergebnisse. Zur Förderung des Gedankens der Schadenverhütung in der Allgemeinheit betreibt das Institut entsprechende Pressearbeit.
2. Das Institut unterstützt die Mitglieder auf Anforderung bei der Bearbeitung einzelner Vertrags- und Schadenangelegenheiten.

Um diesem Satzungsauftrag gerecht zu werden, führt das Institut eine umfangreiche gutachterliche Tätigkeit durch, bei der die Ursachen einzelner Schäden erforscht werden. Durch systematische Auswertung dieser Schadenerfahrungen entstehen Erkenntnisse und Empfehlungen für die Schadenverhütung. Schwerpunkte stellen die Feuerschäden und Leitungswasserschäden dar. Diese werden im Rahmen einer Öffentlichkeitsarbeit hauptsächlich über Print- und Online-Medien der interessierten Öffentlichkeit zur Verfügung gestellt. Regelmäßig veröffentlicht das IFS seine Ergebnisse auch in der Zeitschrift für Schadenverhütung und Schadenforschung der öffentlichen Versicherer, dem „Schadenprisma“.
Neben dem Hauptsitz des Instituts in Kiel existieren Standorte in Berlin, Düsseldorf, Hannover, Münster, München, Wiesbaden und Stuttgart.